# Bartolomé de la Cueva y Toledo
Bartolomé de la Cueva y Toledo, född 24 augusti 1499 i Cuéllar, död 29 juni 1562 i Rom, var en spansk kardinal och ärkebiskop. Han tjänade som camerlengo från 1554 till 1555.

## Biografi
Bartolomé de la Cueva y Toledo var son till Francisco Fernández de la Cueva, hertig av Alburquerque, och Francisca de Toledo.
I december 1544 upphöjde påve Paulus III de la Cueva till kardinalpräst med San Matteo in Merulana som titelkyrka. Han hade sin bostad vid det påvliga hovet i Rom. de la Cueva deltog visserligen inte personligen i Tridentinska mötet, men kunde ändå följa mötets förhandlingar genom kardinal Marcello Cervinis jurist. Kardinal de la Cueva kom att delta i fyra konklaver: 1549–1550, april 1555, maj 1555 samt 1559.
I september 1548 utnämndes de la Cueva till apostolisk administrator för Avellino och biskopsvigdes den 8 juni året därpå av kardinal Juan Álvarez de Toledo. År 1560 installerades han som ärkebiskop av Manfredonia.
Kardinal de la Cueva avled i Rom 1562 och begravdes först i San Giacomo degli Spagnoli; senare överfördes hans stoft till klosterkyrkan San Francisco i Cuéllar. Hans epitafium bevaras i Santa Maria in Montserrato degli Spagnoli i Rom.

## Bilder

Kardinal Bartolomé de la Cueva y Toledos titelkyrkor
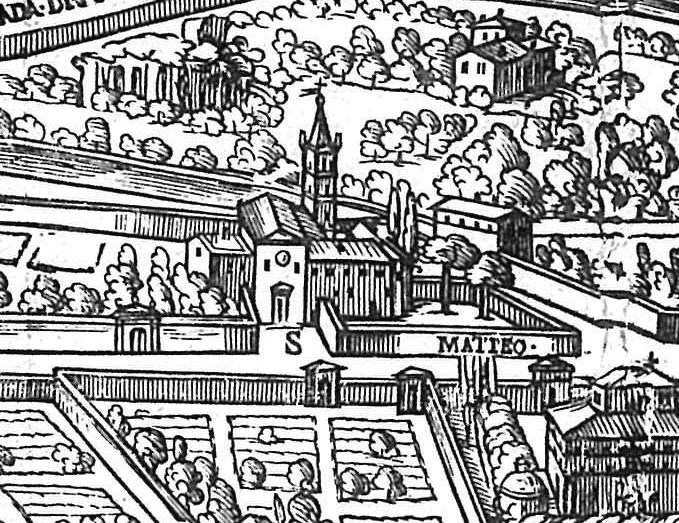
San Matteo in Merulana.
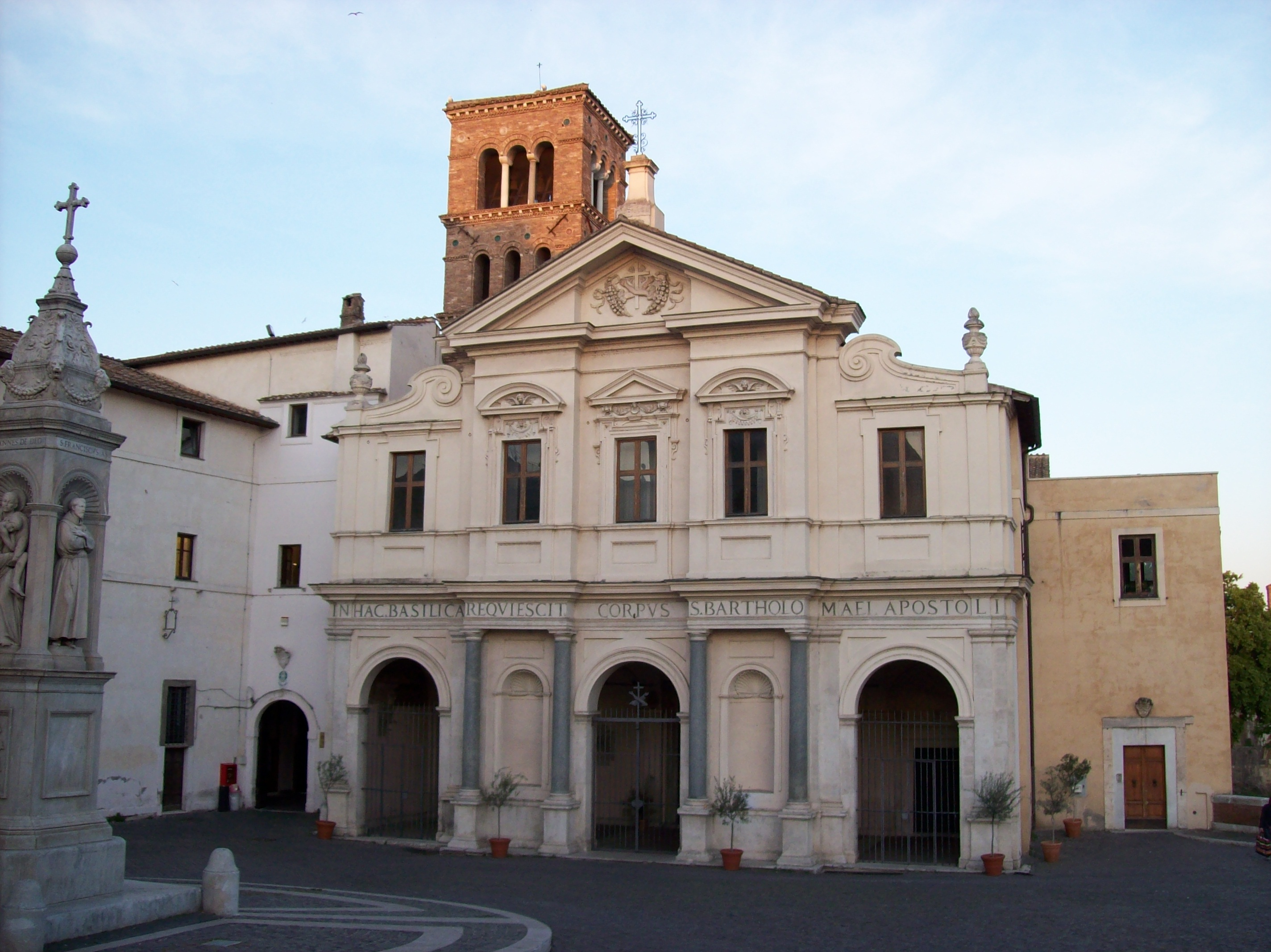
San Bartolomeo all'Isola.
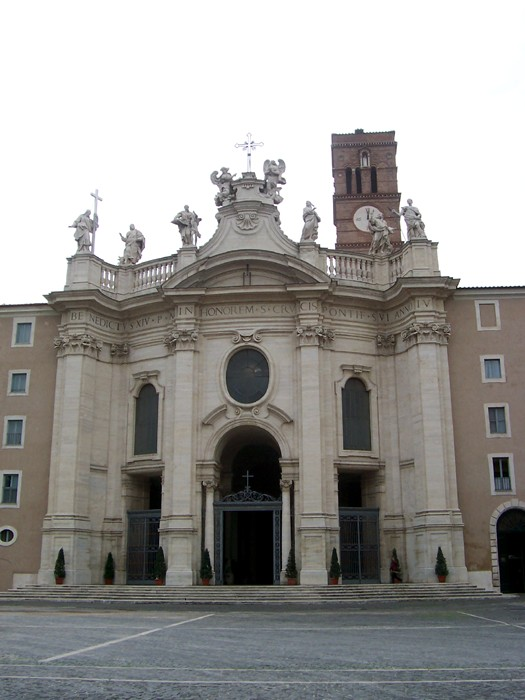
Santa Croce in Gerusalemme.